# ایستگاه مرکزی اوتاوا
ایستگاه مرکزی اوتاوا (انگلیسی: Ottawa Central Station) ایستگاه اصلی پایانه مسافربری در اتاوا، انتاریو، کانادا بود. قبلاً در ۱٫۵ کیلومتری جنوب مرکز شهر اوتاوا در محله سنترتاون قرار داشت و اتوبوس‌هایی از Greyhound Canada, Ontario Northland و Autobus Gatineau خدمات رسانی می‌کردند. این ایستگاه در ۱ ژوئن ۲۰۲۱ بسته شد و زمینی آن نشسته اکنون متعلق به Brigil است، یک توسعه‌دهنده املاک و مستغلات، که قصد دارد یک فضای چند منظوره برای مسکن، غذاخوری، خرده‌فروشی و سایر مشاغل بسازد.